# Adra (kommunhuvudort)
Adra är en kommunhuvudort i Spanien.   Den ligger i provinsen Almería och regionen Andalusien, i den södra delen av landet, 400 km söder om huvudstaden Madrid. Adra ligger 28 meter över havet och antalet invånare är 24 373.
Terrängen runt Adra är kuperad. Havet är nära Adra söderut.  Närmaste större samhälle är El Ejido, 18,6 km öster om Adra. 